# Dubrave (żupania karlowacka)
Dubrave – wieś w Chorwacji, w żupanii karlowackiej, w mieście Slunj. W 2011 roku liczyła 21 mieszkańców.